# 土田瑞起
土田 瑞起（つちだ みずき、1990年1月1日 - ）は、長崎県南高来郡千々石町（現：雲仙市）出身の元プロ野球選手（投手）。右投右打。

## 経歴

### プロ入り前
鎮西学院高校3年時に、春の県大会で準優勝。夏は、右肘痛の影響もありベスト8で敗退。打撃では、高校通算31本塁打を記録している。

### 独立リーグ時代
高校卒業後は、地元球団である四国・九州アイランドリーグの長崎セインツに入団。トライアウトに行く際、一人ではいやだったので一緒に来たのが、水口大地だったという。
長崎時代には、2年目の2009年に、リーグ戦33試合に登板。5勝4敗7セーブ、リーグ3位の防御率2.16を記録するとともに、球団の前期優勝に貢献した。しかし、2010年シーズン終了後に球団が解散したため、リーグ内の救済ドラフトで愛媛マンダリンパイレーツへ移籍した。
2011年のプロ野球ドラフト会議で読売ジャイアンツから2巡目で指名されたことを機に、育成選手として入団した。入団当初の背番号は018。

### 巨人時代
2012年には、中継ぎを中心に、イースタン・リーグ公式戦20試合に登板。2勝2敗、防御率2.44という成績を残した。
2013年には、イースタン・リーグ新記録の62試合に登板するとともに、防御率2.56をマーク。シーズン終了後、怪我で途中帰国した一岡竜司の代わりに派遣されたプエルトリコのウィンターリーグでは、クローザーとして8試合に登板すると、防御率0.75、5セーブを記録した。
2014年には、春季キャンプを一軍でスタート。育成選手としては、球団史上初の快挙であった。3月1日に支配下選手契約へ移行したことを機に、背番号を93に変更。5月14日の対東京ヤクルトスワローズ戦（ひたちなか市民球場）で、救援投手として一軍デビューを果たした。さらに、6月15日の対東北楽天ゴールデンイーグルス戦（楽天Koboスタジアム宮城）では、チームの1点ビハインドで迎えた8回裏2死1・2塁の場面で登板。藤田一也を初球で一塁へのゴロに抑えて交代すると、9回表にチームが逆転したため、一軍公式戦での初勝利を挙げた。NPBの一軍公式戦では史上35人目の1球勝利であったが、一軍での初勝利で記録したのは史上5人目であった。なお、一軍公式戦全体では、12試合に登板。1勝0敗、防御率7.71という成績を残した。
2015年には、背番号を67に変更。公式戦の開幕を初めて一軍で迎えた。8月19日の阪神タイガース戦では3点ビハインドの4回から2番手として登板し2イニングを無失点に抑えた。その裏の巨人の攻撃でプロ野球史上17度目となる1イニング12得点を記録したため、土田が勝ち投手となり、村田修一、片岡治大と共にお立ち台に立った。一軍公式戦12試合の登板で、1勝0敗、防御率6.39を記録した。その一方で、イースタン・リーグ公式戦でも、リーグ最多の48試合に登板。13セーブを挙げたことから、最多セーブ投手のタイトルを獲得した。
2016年には、2年連続で開幕一軍入りを果たすと、4月3日の対広島東洋カープ戦（MAZDA Zoom-Zoom スタジアム広島）で一軍初セーブを記録。しかし、同月下旬に出場選手登録を抹消されると、8月に右肘の手術を受けた。手術後はリハビリに専念しているため、10月2日に球団から支配下選手契約の解除を通告されたが、11月21日に育成選手としての再契約に至った。2017年は、育成選手として二軍で20試合に登板したが支配下選手登録には至らなかった。10月28日、球団から翌シーズンの契約を結ばないことを通知された。
2017年10月31日、自由契約公示された。11月15日の12球団合同トライアウトに参加、0被安打2奪三振0与四球の結果だった。

### 引退後
2018年に測量会社トラバースに入社。同社の軟式野球部に入部していたが、翌年1月にアパグループに転職している。同年4月の新聞記事では、慣れない接客業に苦労しながらも、将来はスポーツ選手の利用に向けた営業やプロ野球選手のイベントに携わる志望を持っていると紹介された。
当人のX（旧Twitter）によると、その後は不動産業、ついで中古車販売業の会社に勤めた後、2024年2月に長崎県に帰郷して、引き続き中古車販売業者（ネクステージ）の営業所に勤務している。

## 選手としての特徴・人物
最速150km/hのストレートと落差の大きいスライダーとフォークが武器。プロ入り前から制球力に課題がある。また、巨人入団後は投球の幅を広げるべく新たな変化球の習得にも取り組んでいた。
独立リーグ時代のシーズンオフは、給料が支払われないため、ニンジンを箱に詰めるアルバイトをしていた。そのため、ニンジンの善し悪しや種類を見分けることが出来るようになった。

## 詳細情報

### 年度別投手成績
| 年 度    | 球 団    | 登 板 | 先 発 | 完 投 | 完 封 | 無 四 球 | 勝 利 | 敗 戦 | セ 丨 ブ | ホ 丨 ル ド | 勝 率 | 打 者 | 投 球 回 | 被 安 打 | 被 本 塁 打 | 与 四 球 | 敬 遠 | 与 死 球 | 奪 三 振 | 暴 投 | ボ 丨 ク | 失 点 | 自 責 点 | 防 御 率 | W H I P |
| -------- | -------- | ----- | ----- | ----- | ----- | -------- | ----- | ----- | -------- | ----------- | ----- | ----- | -------- | -------- | ----------- | -------- | ----- | -------- | -------- | ----- | -------- | ----- | -------- | -------- | ------- |
| 2014     | 巨人     | 12    | 0     | 0     | 0     | 0        | 1     | 0     | 0        | 0           | 1.000 | 56    | 11.2     | 15       | 3           | 6        | 1     | 0        | 8        | 0     | 0        | 10    | 10       | 7.71     | 1.80    |
| 2015     | 巨人     | 11    | 0     | 0     | 0     | 0        | 1     | 0     | 0        | 0           | 1.000 | 57    | 12.2     | 14       | 1           | 6        | 0     | 0        | 13       | 0     | 0        | 9     | 9        | 6.39     | 1.63    |
| 2016     | 巨人     | 7     | 0     | 0     | 0     | 0        | 0     | 0     | 1        | 0           | ----  | 38    | 8.1      | 12       | 0           | 3        | 0     | 0        | 6        | 2     | 0        | 6     | 6        | 6.48     | 1.80    |
| NPB：3年 | NPB：3年 | 30    | 0     | 0     | 0     | 0        | 2     | 0     | 1        | 0           | 1.000 | 151   | 32.2     | 41       | 4           | 15       | 1     | 0        | 27       | 2     | 0        | 25    | 25       | 6.89     | 1.71    |

### 記録
NPB初記録
- 初登板：2014年5月14日、対東京ヤクルトスワローズ8回戦（ひたちなか市民球場）、9回表に5番手で救援登板、1回1失点[22]
- 初奪三振：同上、9回表に比屋根渉から空振り三振[22]
- 初勝利：2014年6月15日、対東北楽天ゴールデンイーグルス4回戦（楽天Koboスタジアム宮城）、8回裏に4番手で救援登板、1/3回無失点[23]
- 初セーブ：2016年4月3日、対広島東洋カープ3回戦（MAZDA Zoom-Zoom スタジアム広島）、12回裏に7番手で救援登板、完了、1回無失点

NPBその他の記録
- 1球勝利投手：2014年6月15日、対東北楽天ゴールデンイーグルス4回戦（楽天Koboスタジアム宮城）、8回裏に藤田一也を一塁ゴロ ※史上35人目[23]
- 1球勝利がプロ初勝利 ※史上5人目[23]

### 独立リーグでの投手成績
| 年 度     | 球 団     | 防 御 率 | 登 板 | 勝 利 | 敗 戦 | セ 丨 ブ | 完 投 | 完 封 | 無 四 球 | 投 球 回 | 打 者 | 被 安 打 | 被 本 塁 打 | 奪 三 振 | 与 四 球 | 与 死 球 | 失 点 | 自 責 点 |
| --------- | --------- | -------- | ----- | ----- | ----- | -------- | ----- | ----- | -------- | -------- | ----- | -------- | ----------- | -------- | -------- | -------- | ----- | -------- |
| 2008      | 長崎      | 3.74     | 21    | 3     | 3     | 0        | 0     | 0     | 0        | 65.0     | 291   | 63       | 2           | 48       | 40       | 6        | 38    | 27       |
| 2009      | 長崎      | 2.16     | 33    | 5     | 4     | 7        | 1     | 1     | 0        | 87.0     | 369   | 76       | 2           | 94       | 36       | 2        | 27    | 21       |
| 2010      | 長崎      | 2.46     | 37    | 3     | 10    | 5        | 1     | 0     | 0        | 91.1     | 379   | 76       | 2           | 81       | 29       | 6        | 29    | 25       |
| 2011      | 愛媛      | 4.35     | 25    | 5     | 4     | 1        | 1     | 0     | 0        | 82.2     | 369   | 82       | 4           | 68       | 45       | 1        | 48    | 40       |
| 通算：4年 | 通算：4年 | 3.12     | 116   | 16    | 21    | 13       | 3     | 1     | 0        | 326.0    | 1408  | 297      | 10          | 291      | 150      | 15       | 142   | 113      |

### 背番号
- 20 （2008年 - 2011年）
- 018 （2012年 - 2013年）
- 93 （2014年）
- 67 （2015年 - 2016年）
- 016 （2017年）